# 甘谷驿天主教堂
甘谷驿天主教堂是一处陕西省文物保护单位，原为天主教延安教区的一座教堂，位于中国陕西省延安市宝塔区甘谷驿镇，现为延安市甘谷驿粮站粮库。
甘谷驿天主教堂由西班牙传教士建于1931-1934年，为哥特式建筑风格，南部正立面中央为高耸的六边形钟楼，高14.6米。教堂平面为巴西利卡式，内部为三通廊式，分隔侧廊与中厅的券柱式拱廊，以及门窗，均为尖拱形。北端为圆弧形祭台。
1935年，教堂关闭，改作他用。文革时期，教堂内部受到破坏。1984年5月2日，甘谷驿天主教堂公布为第一批延安市文物保护单位。2014年公布为第六批陕西省文物保护单位。